# Liste der Baudenkmäler in Penzing (Bayern)

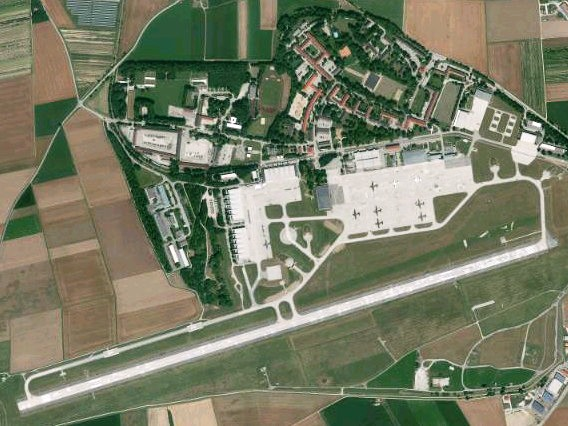
Blick auf den Fliegerhorst Penzing

Auf dieser Seite sind die Baudenkmäler in der oberbayerischen Gemeinde Penzing zusammengestellt. Diese Tabelle ist eine Teilliste der Liste der Baudenkmäler in Bayern. Grundlage ist die Bayerische Denkmalliste, die auf Basis des Bayerischen Denkmalschutzgesetzes vom 1. Oktober 1973 erstmals erstellt wurde und seither durch das Bayerische Landesamt für Denkmalpflege geführt wird. Die folgenden Angaben ersetzen nicht die rechtsverbindliche Auskunft der Denkmalschutzbehörde.

## Baudenkmäler nach Ortsteilen

### Penzing
| Lage                                | Objekt                             | Beschreibung | Akten-Nr.     | Bild                        |
| ----------------------------------- | ---------------------------------- | --- | ------------- | --------------------------- |
| Hangholz (Standort)                 | Grenzstein                         | Tuffplatte, bezeichnet CW (Kloster Wessobrunn) 1770; 200 Meter ostwärts Penzing und 250 Meter südsüdostwärts des ehemaligen Ziegelstadels | D-1-81-132-10 | BW                          |
| Kapellenberg 1 (Standort)           | Katholische Kapelle St. Anna       | Saalbau mit eingezogenem halbrundem Chor und Dachreiter am Chorscheitel, Langhaus spätromanisch und Ende 15. Jahrhundert, Chor und Dachreiter spätbarock, 1728; mit Ausstattung | D-1-81-132-2  | BW                          |
| Leinwebergasse 2 (Standort)         | Ehemaliges Kleinbauernhaus         | zweigeschossiger Satteldachbau mit eingezogener Giebelseite und Söller, im Kern 18. Jahrhundert | D-1-81-132-3  | BW                          |
| Magnus-Hackl-Straße 2 (Standort)    | Katholische Pfarrkirche St. Martin | Saalbau mit eingezogenem Polygonalchor und Chorflankenturm, im Kern 15. Jahrhundert, verlängert und barockisiert um 1719; mit Ausstattung | D-1-81-132-1  | weitere Bilder              |
| Magnus-Hackl-Straße 4 (Standort)    | Ehemaliges Pfarrhaus               | zweigeschossiger Satteldachbau, 1826 | D-1-81-132-4  | Ehemaliges Pfarrhaus        |
| Nähe Fritz-Börner-Straße (Standort) | Kreuzigungsgruppe                  | Sandsteinfiguren in Sandsteingehäuse, bezeichnet 1884; an der südlichen Straßenkreuzung | D-1-81-132-8  | Kreuzigungsgruppe           |
| Nähe Fritz-Börner-Straße (Standort) | Steinkreuz                         | Sandsteinkreuz, 2. Hälfte 15. Jahrhundert; am südwestlichen Ortsausgang | D-1-81-132-7  | BW                          |
| Nähe Kauferinger Straße (Standort)  | Fliegerhorst Landsberg/Lech        | weiträumiger Komplex aus ein- bis zweigeschossigen massiven Sattel- und Walmdachbauten sowie Flugzeughangars mit Stahlkonstruktion, Luftwaffenbauverwaltung mit Rudolph Grimm, 1935–1938; Stabsgebäude, zweigeschossiger Walmdachbau mit eingestelltem Uhrenturm und eingeschossigem Nebenflügel, bezeichnet 1936; Vier Flugzeughangars, Massivbauten mit freitragender Stahlkonstruktion; Mannschaftsgebäude, sogenannter Klosterhof, mehrgliedriger Gebäudekomplex aus zweigeschossigen Satteldachbauten um Innenhof, mit Einfriedung und Treppenanlage; Mannschaftsgebäude, vier kammartig angeordnete, zweigeschossige, bogenförmige Satteldachbauten mit Verbindungsbauten; Kantinen- und Mannschaftsgebäude, mehrfach abgewinkelter, zweigeschossiger Walm- und Satteldachbau mit bogenförmigem Trakt; mit Ausstattung (vier Jahreszeiten-Gemälde von Oskar Martin-Amorbach, bezeichnet 1938); Mannschaftsgebäude mit sogenanntem Traditionsraum, eingeschossiger Walmdachbau, mit Verbindungsbau und Loggia; Kantinengebäude, eingeschossiger Satteldachbau mit Eingangsvorbau mit steinernen Säulen; Mannschaftsgebäude (beim Stabsgebäude), zweigeschossiger, einseitig abgewalmter Satteldachbau mit zwei Eingangsrisaliten und winkelförmigem Anbau; Mannschaftsgebäude (beim Kasinogebäude), vier zweigeschossige Walmdachbauten mit hölzernen Lauben; Offizierskasino, mehrfach abgewinkelter, eingeschossiger Walmdachbau mit Pergola, Pavillon und Einfriedung, bezeichnet 1937; Sporthalle, dann KZ-Außenlager, eingeschossiger Walmdachbau mit Eckquaderung und Nebenflügel; Ehemalige Hauskapelle des Bauerngutes „Höchelhof“, Saalbau mit Apsis und Westtürmchen, im Kern von 1765 | D-1-81-132-29 | Fliegerhorst Landsberg/Lech |
| Nähe Oberberger Straße (Standort)   | Kreuzigungsgruppe                  | Kalvarienberg, Ende 19. Jahrhundert; nördlich der Straße nach Oberbergen | D-1-81-132-9  | BW                          |
| St.-Martin-Platz 1 (Standort)       | Gasthaus                           | stattlicher zweigeschossiger Satteldachbau mit traufseitiger Erschließung, 1698, später renoviert | D-1-81-132-26 | BW                          |

### Epfenhausen
| Lage                                  | Objekt                                                     | Beschreibung | Akten-Nr.     | Bild           |
| ------------------------------------- | ---------------------------------------------------------- | --- | ------------- | -------------- |
| Hauptstraße 19 (Standort)             | Bauernhaus                                                 | Satteldachbau mit verkröpftem Gesims, bezeichnet 1852 | D-1-81-132-13 | BW             |
| Hauptstraße 31 (Standort)             | Teile der Einfriedung vom abgegangenen Schloss Lichtenberg | vier kugelbekrönte Sandsteinpfeiler, 18. Jahrhundert | D-1-81-132-14 | BW             |
| Johann-Niedermair-Straße 6 (Standort) | Mühle                                                      | Hauptgebäude mit hofseitig weit vorkragendem Steilsatteldach, Vorbau und aufgedoppelter Haustür in Sandsteingewände, bezeichnet 1792                                         | D-1-81-132-16 | BW             |
| Paul-Waldmann-Weg 3 (Standort)        | Bauernhaus                                                 | stattlicher Satteldachbau mit verkröpftem Gesims und Giebelfresko, 1837 | D-1-81-132-12 | Bauernhaus     |
| Paul-Waldmann-Weg 5 (Standort)        | Katholische Pfarrkirche Mariä Himmelfahrt                  | Saalbau mit eingezogenem halbrundem Chor und Chorflankenturm, Turm 2. Hälfte 14. und 2. Hälfte 15. Jahrhundert, Chor und Langhaus von Joseph Schmuzer, 1715; mit Ausstattung | D-1-81-132-11 | weitere Bilder |

### Oberbergen
| Lage                                                   | Objekt                             | Beschreibung | Akten-Nr.     | Bild |
| ------------------------------------------------------ | ---------------------------------- | --- | ------------- | --- |
| Kirchbergstraße 21 (Standort)                          | Hausfigur, Hl. Florian             | farbig gefasste Holzfigur, barock | D-1-81-132-19 | BW |
| St.-Magnus-Gasse 1 (Standort)                          | Katholische Pfarrkirche St. Magnus | Saalbau mit eingezogenem Rechteckchor und Chorturm, im Kern spätmittelalterlich, Chorturm erhöht um 1600, Langhaus verlängert um 1718; mit Ausstattung | D-1-81-132-17 | BW |
| St.-Magnus-Gasse 2, 2 a (Standort)                     | Gasthaus                           | langgestreckter Satteldachbau mit schmiedeeisernem Ausleger, Ausleger Mitte 18. Jahrhundert, Gebäude 1. Hälfte 19. Jahrhundert                         | D-1-81-132-21 | BW |
| Ramsacher Feld (an der Straße nach Ramsach) (Standort) | Wegkapelle                         | kleiner Satteldachbau mit eingezogener Apsis, 17./18. Jahrhundert; mit Ausstattung                                                                     | D-1-81-132-18 | [[Vorlage:Bilderwunsch/code!/C:48.0899,10.94694!/D:Ramsacher Feld (an der Straße nach Ramsach), Wegkapelle!/\|BW]] |

### Ramsach
| Lage                       | Objekt                                  | Beschreibung                                                                                             | Akten-Nr.     | Bild           |
| -------------------------- | --------------------------------------- | --- | ------------- | -------------- |
| An der Kirche 2 (Standort) | Katholische Filialkirche St. Pankratius | Saalbau mit eingezogenem halbrundem Chor und Dachreiter, von Joseph Schmuzer, 1711–1719; mit Ausstattung | D-1-81-132-22 | weitere Bilder |

### Stillern
| Lage                  | Objekt                          | Beschreibung | Akten-Nr.     | Bild |
| --------------------- | ------------------------------- | --- | ------------- | ---- |
| Stillern 2 (Standort) | Katholische Kapelle St. Stephan | einschiffiger verputzter Backsteinbau mit Polygonalchor, Satteldach und Dachreiter, Chor 2. Hälfte 15. Jahrhundert, Langhaus 1871; mit Ausstattung | D-1-81-132-23 | BW   |

### Untermühlhausen
| Lage                                 | Objekt                               | Beschreibung | Akten-Nr.     | Bild           |
| ------------------------------------ | ------------------------------------ | --- | ------------- | -------------- |
| Am Verlorenen Bach 9 (Standort)      | Ehemalige Kegelbahn                  | langgestreckter Satteldachbau mit Holzverschalung, Ende 19. Jahrhundert                                                                               | D-1-81-132-28 | BW             |
| Bahnlinie München-Buchloe (Standort) | Bildstock, sogenannter Rassostein    | Sandsteinsäule mit Gehäuse und geschweifter Verdachung, 18. Jahrhundert; am Fuß des „Burgsel“, 50 Meter südlich vom Bahnhof                           | D-1-81-132-25 | BW             |
| Johann-Baudrexl-Weg 1 (Standort)     | Katholische Pfarrkirche St. Benedikt | Saalbau mit eingezogenem Polygonalchor und Chorflankenturm, 2. Hälfte 15. Jahrhundert, stuckiert 1741, 1962–64 nach Westen erweitert; mit Ausstattung | D-1-81-132-24 | weitere Bilder |

## Ehemalige Baudenkmäler
In diesem Abschnitt sind Objekte aufgeführt, die früher einmal in der Denkmalliste eingetragen waren, jetzt aber nicht mehr. Objekte, die in anderem Zusammenhang – also z. B. als Teil eines Baudenkmals – weiter eingetragen sind, sollen hier nicht aufgeführt werden. Aktennummern in diesem Abschnitt sind ehemalige, jetzt nicht mehr gültige Aktennummern.

| Lage                                     | Objekt                                 | Beschreibung                                                                | Akten-Nr.       | Bild |
| ---------------------------------------- | -------------------------------------- | --------------------------------------------------------------------------- | --------------- | ---- |
| Epfenhausen Moosstraße 1 (Standort)      | Wohnteil eines ehemaligen Bauernhauses | Staudenhaustyp, 18./19. Jahrhundert                                         | D-1-81-132-15 ? | BW   |
| Oberbergen St.-Magnus-Gasse 3 (Standort) | Ehemaliges Kleinbauernhaus             | auf der Ostseite sehr seltene Ständerbohlenwand, 1. Hälfte 18. Jahrhundert. | D-1-81-132-20 ? | BW   |
| Penzing St.-Martin-Platz 2 (Standort)    | Wohnhaus                               | zweigeschossiger Satteldachbau, wohl 1748                                   | D-1-81-132-5    | BW   |